# Мурзабаева, Салия Шарифьяновна
Салия Мурзабаева (баш. Мырҙабаева Сәлиә Шәрифйән ҡыҙы; род. 13 сентября 1957 года, д. Тукатово, Кугарчинский район, Башкирская АССР) — российский государственный и политический деятель, депутат Государственной Думы V—VI созывов от партии «Единая Россия». Член Комитета ГД ФС РФ по охране здоровья, соруководитель партийного проекта «Качество жизни (Здоровье)».
Доктор медицинских наук, заслуженный врач Республики Башкортостан (2002) и Российской Федерации (2008). Учредитель и председатель Совета благотворительного фонда содействия семье, защиты материнства и детства «Наследие».

## Биография
Родилась 13 сентября 1957 года в семье учителей в д. Тукатово Кугарчинского района БАССР. В 1974 году окончила школу-интернат № 1 г. Уфы, в 1980 году — педиатрический факультет Башкирского государственного медицинского института.
С 1980 года работала врачом-педиатром Дома ребёнка № 3 г. Уфы, с 1986 года продолжила трудовую деятельность врачом-генетиком Республиканской клинической больницы им. Г. Г. Куватова. С 1996 года — ассистент, с 2000 года — доцент кафедры неврологии с курсом медицинской генетики Башкирского государственного медицинского университета (БГМУ). В 2003 году окончила Башкирскую академию государственной службы («Государственное и муниципальное управление»).
С 1998 года являлась заместителем Министра здравоохранения РБ, с 2007 года — Первый заместитель Министра здравоохранения РБ.
В декабре 2007 года избрана депутатом Госдумы V созыва от Республики Башкортостан. В декабре 2011 года переизбрана депутатом ГД VI созыва.

## Депутатская и общественная деятельность
Инициатор 40 законопроектов, из которых 28 принято.
Является одним из авторов проекта ФЗ «О профилактике семейно-бытового насилия», разработанного Рабочей группой Координационного совета по гендерным вопросам Минтруда РФ.
В настоящее время является членом постоянной делегации ФС РФ в Парламентской ассамблее Черноморского экономического сотрудничества (ПАЧЭС), членом Исполнительного комитета Европейского Парламентского форума по народонаселению и развитию, Президиума Союза Женщин РБ. Председатель Совета Благотворительного фонда содействия семье, защиты материнства и детства «Наследие». Активно поддерживает деятельность МОО «Ассоциация студентов и аспирантов Башкортостана в г. Москве и г. Санкт-Петербурге» и МРОО «Федерация международных шашек».

## Научная деятельность
Доктор медицинских наук, профессор кафедры неврологии с курсами нейрохирургии и медицинской генетики Башкирского государственного медицинского университета.
Автор более 220 печатных научных и учебно-методических работ в области организации и управления в здравоохранении.

## Семья
Супруг — Мурзабаев Хасан Хамзович, 1951 г.р. — декан педиатрического факультета Башкирского государственного медицинского университета, заведующий кафедрой гистологии, доктор медицинских наук.

## Награды
- Заслуженный врач Республики Башкортостан (2002)
- Заслуженный врач Российской Федерации (2008)
- Отличник здравоохранения Российской Федерации.
- Почетная Грамота Государственной Думы ФС РФ (2012),
- Почетный знак Государственного Собрания — Курултая РБ «За особый вклад в развитие законодательства Республики Башкортостан».
- Почетный знак Государственной Думы РФ «За заслуги в развитии парламентаризма»(2015)